# Akane Yamaguchi

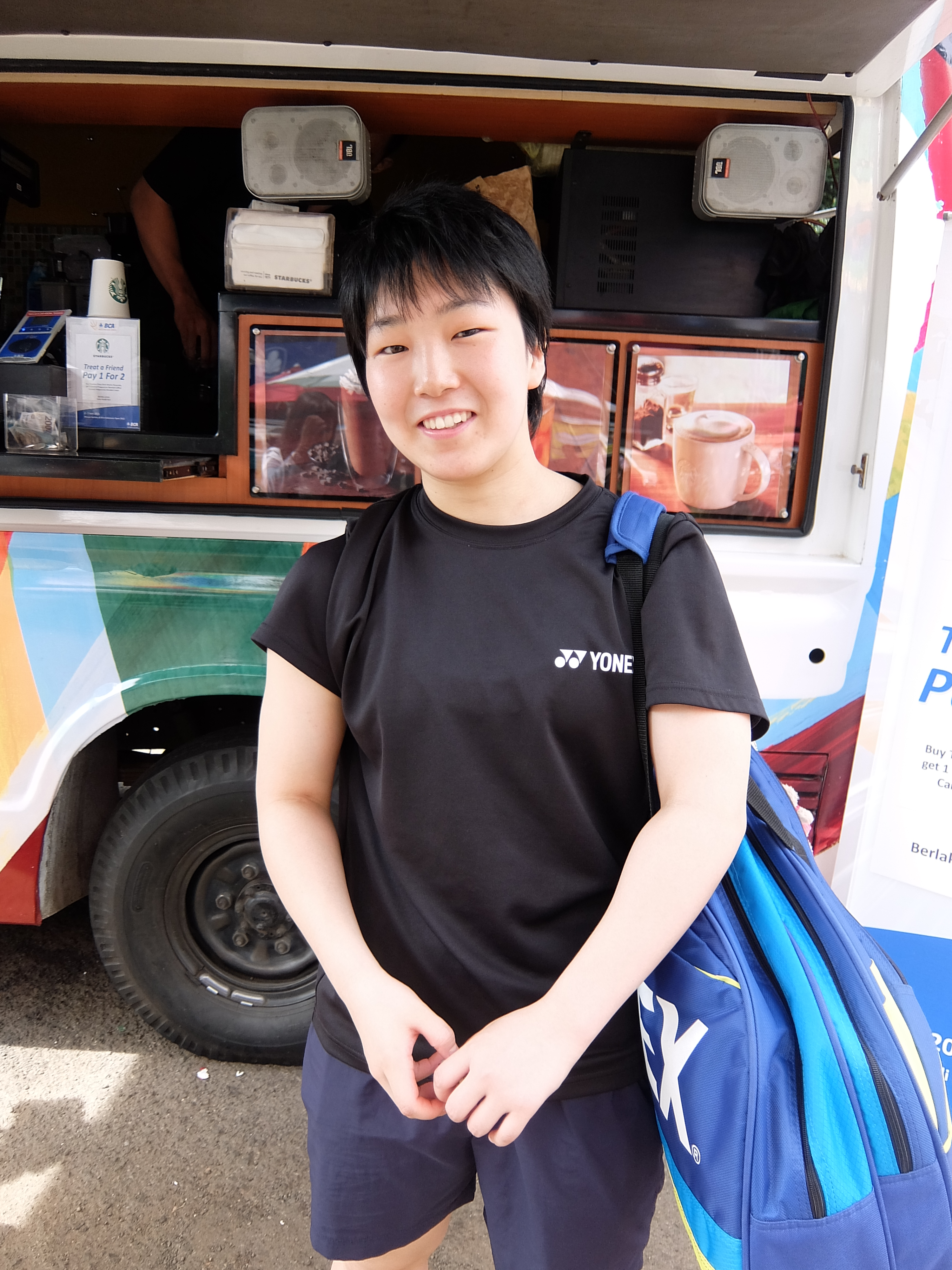
Akane Yamaguchi, 2015

Akane Yamaguchi (japanisch 山口 茜, Yamaguchi Akane; * 6. Juni 1997 in Katsuyama, Präfektur Fukui) ist eine japanische Badmintonspielerin.

## Karriere
Akane Yamaguchi gewann bei der Junioren-Badmintonasienmeisterschaft 2012 Gold mit dem japanischen Team und Bronze im Dameneinzel. Bei den Osaka International 2012 belegte sie Rang fünf im Einzel. Im gleichen Jahr nahm sie an den Singapur International teil, schied dort jedoch nach überstandener Qualifikation in der ersten Runde des Hauptfeldes aus. Bei der Japan Super Series 2012 wurde sie Neunte im Doppel und 17. im Einzel. 2021 und 2022 wurde sie Weltmeisterin im Dameneinzel.